# Río Verdigris
El río Verdigris (en inglés: Verdigris River, en español en original) es un río de los Estados Unidos, un afluente del río Arkansas —y por ello parte de la cuenca del río Misisipi— que discurre por el sureste del estado de Kansas y el noreste de Oklahoma. Tiene una longitud de 500 km.
El nombre deriva de las palabras españoles verde y gris, y según la Encyclopædia Britannica ese nombre podría derivar de una la existencia en sus aguas de una sustancia de color verde grisáceo parecida a un mineral de cobre.

## Historia

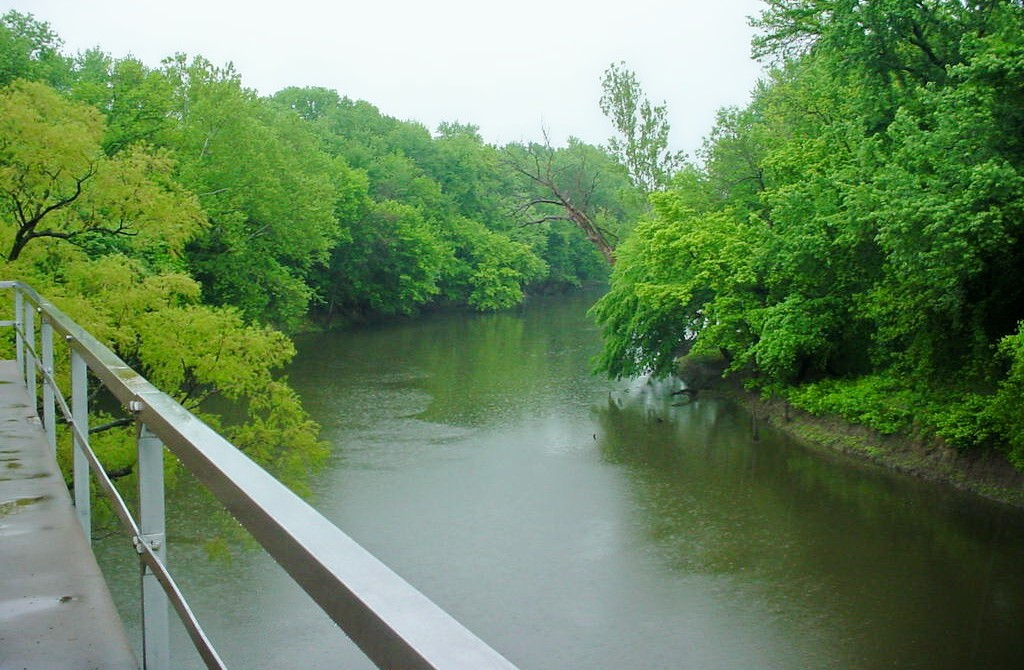
El río Verdigris en Coffeyville (Kansas)

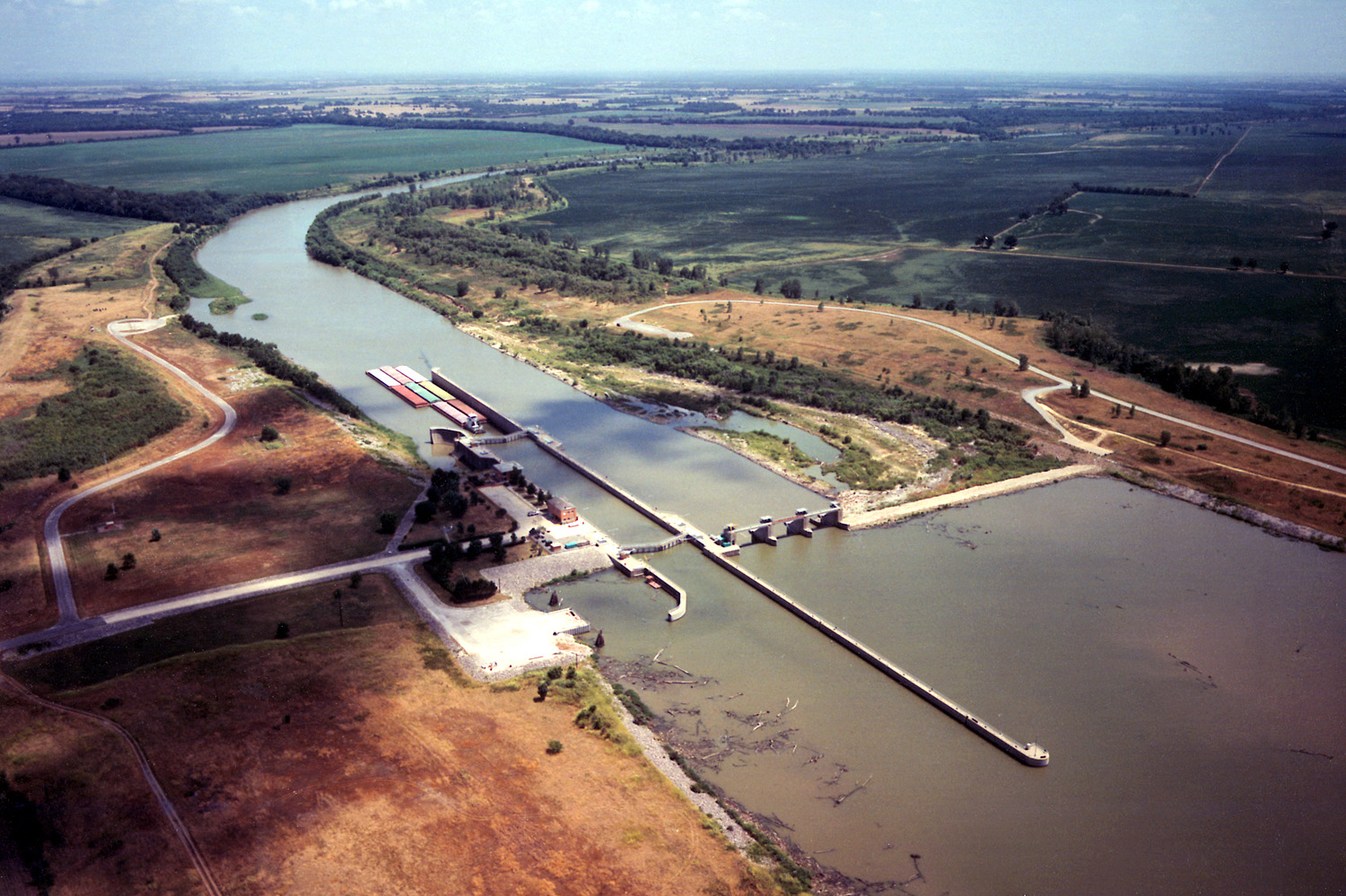
Esclusa y presa de Newt Graham en el río Verdigris en el condado de Wagoner (OK)

El río Verdigris se menciona en las narraciones de las expediciones de Zebulon Pike (1806) y de Thomas Nuttall (1818). En la época del comercio de pieles, se establecieron en sus riberas numerosos puestos comerciales. En el tratado de 1834 con los indios cheroquis, el río fue nombrado como una parte del límite de sus tierras.
El río también es mencionado en el libro La casa de la pradera escrito por Laura Ingalls Wilder, de sus recuerdos cuando la familia se mudó a Kansas desde Wisconsin. 
Coffeyville Resources, con sede en Kansas City, Kan., sufrió inundaciones del río Verdigris en julio de 2007, liberando unos 1.700 barriles de petróleo crudo de su refinería en Coffeyville (Kansas), Kansas.

## Geografía
El río Verdigris se forma casi al noreste de la pequeña localidad de Madison (701 hab. en el año 2010), en Kansas, por la convergencia de dos cabeceras cortas, sus ramales Norte y Sur (North Branch Verdigris River y South Branch Verdigris River). El Verdigris discurre generalmente en dirección sur, recibiendo muchos pequeños arroyos en su primer tramo. Tras pasar por la pequeña Virgil (71 hab.) alcanza luego la localidad de Toronto (281 hab.), donde el río está embalsado en el pequeño lago Toronto, donde recibe a los arroyos Walnut y Miller. El área alrededor del embalse forma parte del parque estatal Toronto. Nada más dejar la presa, recibe por la izquierda al Carlisle Branch, y luego al arroyo Little Sandy y el Elder Branch, por la izquierda. Llega a Benedict (KS) (73 hab.) y después a Altoona (414 hab.) y a Neodesha (2486 hab.), donde recibe por la derecha a uno sus principales afluentes, el río Fall. Continua su rumbo al sur, y tras recibir por la izquierda al río Elk (153 km), llega a la ciudad de Independence (9483 hab.) y al poco a la ciudad de Coffeyville (10 295 hab.), la más populosa de todo su curso.
Enseguida abandona el estado de Kansas y entra en Oklahorma por su frontera septentrional. Recibe después el Verdigris al arroyo Snow, por la derecha, y al California, por la derecha, llegando a Nowata (3731 hab.), una pequeña localidad situada en la cola del embalse lago Oologah, cuya presa está en la homónima localidad de Oologah (1146 hab.). En el embalse está el parque estatal Will Rogers.
Sigue el Verdigris hacia el sur, recibiendo a su principal afluente, por la margen derecha, el río Caney (290 km). Pasa después a la derecha de la ciudad de Claremore  (18 581 hab.) y luego por Catoosa (OK) (7151 hab.). Tras pasar por la pequeña Okay (620 hab.), se une al río Arkansas por su margen izquierda cerca de Muskogee (39 223 hab.), a una milla río arriba de la desembocadura del río Neosho. La zona de convergencia de los tres ríos Arkansas, Verdigris y Neosho se llama "Three Forks" (Tres ramales).

### Presas y transporte
El Cuerpo de Ingenieros del Ejército de Estados Unidos (U.S. Army Corps of Engineers, USACE) ha construido varias presas en el río Verdigris, dando lugar a los embalses de lago Toronto (construido entre 1954-1960), cerca de Toronto (Kansas) (KS), y del lago Oologah (construido entre 1955-1963, con 120 km²) cerca de Oologah (OK). Hay más presas y embalses aguas abajo a lo largo del río Arkansas.
Desde el norte de Catoosa, Oklahoma, hasta su confluencia con el Arkansas, el tráfico de barcaza se mantiene en el río como parte del sistema de navegación McClellan-Kerr (McClellan-Kerr Navigation System), que consiste en una serie de esclusas y presas en el río Arkansas y el río Verdigris y que permite la navegación comercial entre el área de Tulsa, Oklahoma, y el río Misisipi, y de allí al golfo de México.

### Afluentes
En Kansas, el Verdigris recoge el río Fall en la ciudad de Neodesha y al río Elk (153 km) en la ciudad de Independence. En Oklahoma recoge al río Caney (290 km) en el Condado de Rogers .

### Ciudades y pueblos a lo largo del río
Los principales asentamientos en el río son los siguientes, en dirección aguas abajo:
- Madison (KS) (701 hab.)
- Virgil (KS) (71 hab.)
- Toronto (KS) (281 hab.)
- Benedict (KS) (73 hab.)
- Altoona (KS) (414 hab.)
- Neodesha (KS) (2486 hab.)
- Independence (KS) (9483 hab.)
- Coffeyville (KS) (10 295 hab.)
- Nowata (OK) (3731 hab.)
- Oologah (OK) (1146 hab.)
- Catoosa (OK) (7151 hab.)
- Okay (OK) (620 hab.)